# العباس بن الحسن العلوي
أبو الفضل العبَّاس بن الحسن بن عُبيد الله بن العبَّاس بن علي بن أبي طالب القُرشيُّ الهاشميِّ، هو عالم وشاعر وفصيح من أعيان العلويين وبني هاشم في العصر العبَّاسي. وُلد ونشأ في المدينة المنورة، ثم قدم بغداد وصحب الخليفتين هارون الرشيد، وعبد الله المأمون. عُرف بعلمه وفصاحته وبلاغته، ويعتبر أشعر ولد أبي طالب.

## نسبه
هو العبَّاس بن الحسن بن عُبيد الله بن العبَّاس بن علي بن أبي طالب القرشي الهاشمي.

## نشأته
هو من أهل المدينة المنورة. له عدد من الإخوة هم: محمد، وعبيد الله، والفضل، وحمزة.

## من أقواله وأشعاره
نُقلت عن العباس بن الحسن أقوال تدل على حكمته ورجاحة عقله، منها نصيحته لابن أخيه الفضل بن محمد بن الفضل:
«اعلم أن رأيك لا يتسع لكل شيء، ففرّغه للمهم، وأن مالك لا يُغني الناس كلهم فخُص به أهل الحق، وأن كرامتك لا تطيق العامة فتوخَّ بها أهل الفضل، وأن ليلك ونهارك لا يستوعبان حاجتك وإن دأبت فيها فأحسن قسمتهما بين عملك ودعتك من ذلك، فإن ما شغلك من رأيك في غير المهم إزراء بالمهم، وما صرفت من مالك في الباطل فقدته حين تريده للحق، وما عمدت من كرامتك إلى أهل النقص أضر بك في العجز عن أهل الفضل، وما شغلت من ليلك ونهارك في غير الحاجة أزرى بك في الحاجة.»
وله شعر يفتخر فيه بنسبه وقرابته من النبي مُحمَّد، ويذكر الأصل المشترك من أبي طالب وفاطمة بنت أسد (التي وصفها بأنها من نسل عمران بن مخزوم)، فيقول:

## صحبته للخلفاء
قدم العباس بن الحسن العلوي من المدينة المنورة إلى بغداد في أيام الخليفة العبَّاسي هارون الرشيد وأقام في صحبته، وكان من رجال البلاط المعدودين. واستمر في صحبة ابنه الخليفة عبد الله المأمون بعد وفاة الرشيد. حظي العباس بإعجاب وتقدير عبد الله المأمون الذي قال له بعد أن استمع لكلامه وأحسن فيه: «والله ما علمتك إلا تقول فتحسن، وتشهد فَتُزَين، وتغيب فَتُؤمَن». ويعتبره كثير من العلويين أشعر من أنجبته ذرية أبي طالب.
ويُروى له موقف يدل على بداهته وفصاحته عند باب المأمون، حين نظر إليه الحاجب ثم أطرق ولم يأذن له فورًا، فقال العباس معاتبًا الحاجب على تردده: «لو أُذن لنا لدخلنا، ولو اعتُذر إلينا لقبلنا، ولو صُرفنا لانصرفنا، فأما الفترة بعد النظر فلا أعرفها!». ثم أنشد متمثلًا:

### فهرس المنشورات
1. 1 2 3 4 5  البغدادي (2001)، ج. 14، ص. 6.
2. ↑  البغدادي (2001)، ج. 14، ص. 7.

### معلومات المنشورات كاملة
الكتب مرتبة حسب تاريخ النشر
- الخطيب البغدادي (2001)، تاريخ بغداد، تحقيق: بشار عواد معروف (ط. 1)، بيروت: دار الغرب الإسلامي، OCLC:49659164، QID:Q114815356